# Vật nuôi thất lạc

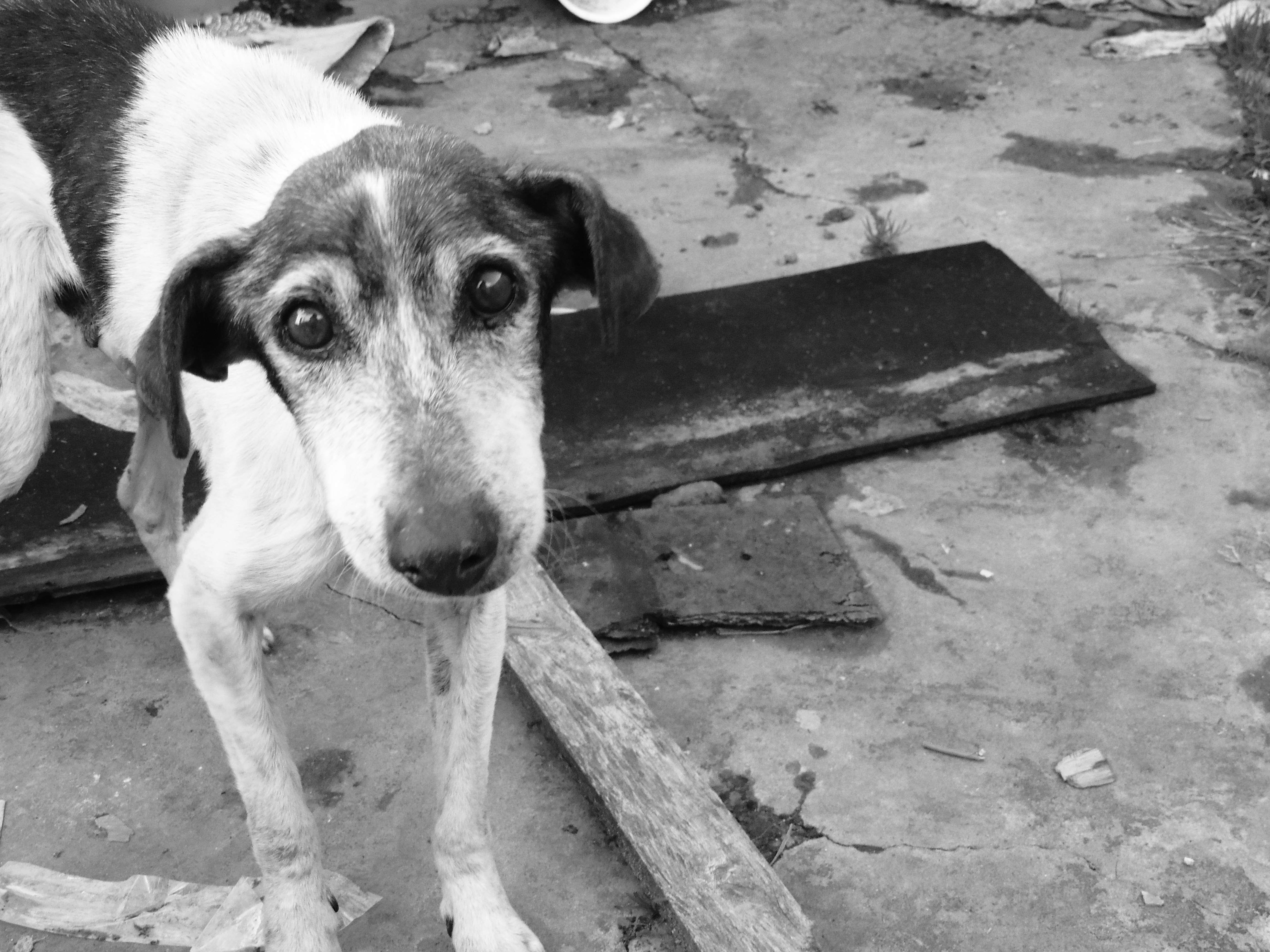
Một con chó thất lạc

Vật nuôi thất lạc (Estray) hay súc vật đi lạc là thuật ngữ pháp lý chỉ về tình trạng của bất kỳ con vật nuôi nào bị lạc hay đi mất trong một không gian rộng, đặc biệt nếu chủ sở hữu không hay biết thông tin gì về chúng. Trong hầu hết các trường hợp, nó bao gồm động vật đã thuần hóa và không phải vật nuôi. Thông thường vật nuôi trong trường hợp này theo Luật sẽ là súc vật, gia súc, gia cầm, thú cưng và các vật nuôi khác.

## Pháp lý
Theo Thông luật của Anh thời kỳ đầu, những con vật thất lạc sẽ bị tịch thu để dâng cho nhà vua hay lãnh chúa nhưng theo các đạo luật hiện đại, phải có quy định chiếm hữu con vật hoang đàn và có được quyền sở hữu đối với chúng hoặc thế chấp đối với các chi phí phát sinh. Khi các viên chức chính phủ, chẳng hạn như cảnh sát trưởng quận tịch thu súc vật hoang, họ có thể bán chúng trong một cuộc bán đấu giá để bù lại chi phí nuôi dưỡng, với số tiền thu được, nếu có sẽ sung vào kho bạc.
Theo pháp luật Việt Nam, những trường hợp vật nuôi đi lạc sẽ là một trong những căn cứ làm phát sinh quyền chiếm hữu có căn cứ pháp luật. Người phát hiện và giữ gia súc, gia cầm, vật nuôi dưới nước bị thất lạc phù hợp với điều kiện theo quy định thì quyền sở hữu được xác lập trong trường hợp chiếm hữu trong các điều kiện đối với gia súc, gia cầm bị thất lạc, vật nuôi dưới nước di chuyển tự nhiên. Và khi gia súc, gia cầm bị thất lạc, vật nuôi dưới nước di chuyển tự nhiên đã được xác lập quyền sở hữu cho người khác thì quyền sở hữu của những người có tài sản đó chấm dứt.

### Gia súc
Xác lập quyền sở hữu đối với gia súc bị thất lạc được quy định khá cụ thể, người bắt được gia súc bị thất lạc phải nuôi giữ và báo ngay cho Ủy ban nhân dân cấp xã nơi người đó cư trú để thông báo công khai cho chủ sở hữu biết mà nhận lại. Sau 06 tháng, kể từ ngày thông báo công khai hoặc sau 01 năm đối với gia súc thả rông theo tập quán thì quyền sở hữu đối với gia súc và số gia súc được sinh ra trong thời gian nuôi giữ thuộc về người bắt được gia súc.
Trường hợp chủ sở hữu được nhận lại gia súc bị thất lạc thì phải thanh toán tiền công nuôi giữ và các chi phí khác cho người bắt được gia súc. Trong thời gian nuôi giữ gia súc bị thất lạc, nếu gia súc có sinh con thì người bắt được gia súc được hưởng một nửa số gia súc sinh ra hoặc 50% giá trị số gia súc sinh ra và phải bồi thường thiệt hại nếu có lỗi cố ý làm chết gia súc.

### Gia cầm
Về xác lập quyền sở hữu đối với gia cầm bị thất lạc, trường hợp gia cầm của một người bị thất lạc mà người khác bắt được thì người bắt được phải thông báo công khai để chủ sở hữu gia cầm biết mà nhận lại. Sau 01 tháng, kể từ ngày thông báo công khai mà không có người đến nhận thì quyền sở hữu đối với gia cầm và hoa lợi do gia cầm sinh ra trong thời gian nuôi giữ thuộc về người bắt được gia cầm.
Trường hợp chủ sở hữu được nhận lại gia cầm bị thất lạc thì phải thanh toán tiền công nuôi giữ và chi phí khác cho người bắt được gia cầm. Trong thời gian nuôi giữ gia cầm bị thất lạc, người bắt được gia cầm được hưởng hoa lợi do gia cầm sinh ra và phải bồi thường thiệt hại nếu có lỗi cố ý làm chết gia cầm.

### Thủy vật
Về xác lập quyền sở hữu đối với vật nuôi dưới nước, khi vật nuôi dưới nước của một người di chuyển tự nhiên vào ruộng, ao, hồ của người khác thì thuộc sở hữu của người có ruộng, ao, hồ đó. Trường hợp vật nuôi dưới nước có dấu hiệu riêng biệt để có thể xác định vật nuôi không thuộc sở hữu của mình thì người có ruộng, ao, hồ đó phải thông báo công khai để chủ sở hữu biết mà nhận lại. Sau 01 tháng, kể từ ngày thông báo công khai mà không có người đến nhận thì quyền sở hữu vật nuôi dưới nước đó thuộc về người có ruộng, ao, hồ.